# Steal This Book
Steal This Book ist ein Buch von Abbie Hoffman. Das 1970 geschriebene und 1971 veröffentlichte Buch steht exemplarisch für die Gegenkultur der sechziger Jahre. Das Buch verkaufte sich zwischen April und November 1971 mehr als eine Viertelmillion Mal.
Das Buch konzentriert sich hauptsächlich auf Möglichkeiten, auf jede erdenkliche Weise gegen die Regierung und gegen Unternehmen zu kämpfen. Das Buch ist in Form eines Leitfadens für die Jugend geschrieben. Hoffman, selbst ein politischer und sozialer Aktivist, nutzte viele seiner eigenen Aktivitäten als Inspiration für einige seiner Ratschläge in „Steal This Book“.

## Entstehung
Der Hauptautor des Buches, Abbie Hoffman, war einer der einflussreichsten und bekanntesten nordamerikanischen Aktivisten der späten 1960er und frühen 1970er Jahre und erlangte Berühmtheit durch seine Führung bei zahlreichen Kundgebungen gegen den Vietnamkrieg. Hoffman selbst weist in seiner Einleitung jedoch darauf hin, dass 50 weitere Personen an der Entstehung des Buches beteiligt waren, von denen nur Izak Haber und Bert Cohen auf der Titelseite als „Mitverschwörer“ bzw. „Mittäter“ genannt werden. Steal This Book wurde im gesellschaftlichen Klima einer Gegenkultur geschrieben, die sich im Widerstand gegen Tradition und Regierung übte und mit neuen Lebensweisen experimentierte. Entsprechend stürmisch verbreitete es sich in den Kreisen der neuen Linken, besonders unter Studenten der großen Colleges wie der Brandeis University, wo Hoffman Student gewesen war.

## Inhalt
Steal This Book ist inhaltlich in drei Sektionen geteilt: „Survive! (Überlebe)“, „Fight! (Kämpfe)“ und „Liberate! (Befreie)“. Es gibt auch eine Einleitung, welche Organisationen listet, und einen Anhang der Bücher listet, die es Wert sind, gestohlen zu werden.
„Survive! (Überlebe)“ gibt Informationen und Methoden, um Waren und Dienstleistungen kostenlos oder zu ermäßigten Preisen zu erhalten. Eine breite Palette von Dingen wird abgedeckt, darunter Lebensmittel, Kleidung, Möbel, Transportmittel, Land, Vieh, Wohnungen, Bildung, medizinische Versorgung, Kommunikation, Unterhaltung, Geld und Drogen. Es gibt weitere Ratschläge zu Schneckenmünzen, Betteln, Wohlfahrt, Ladendiebstahl, Anbau von Cannabis und Gründung einer Kommune.
„Fight! (Kämpfe)“ beinhaltet Kapitel über die Gründung einer Untergrundpresse, Sendungen über Guerilla-Radio oder Guerilla-Fernsehen, gewaltfreie Demonstrationen und wie man sich schützt, wenn sie gewalttätig werden, wie man eine Auswahl an selbstgebauten Bomben herstellt, Erste Hilfe für Straßenkämpfer, Rechtsberatung, wie man politisches Asyl sucht, Guerillakrieg, Waffengesetze und Ausweispapiere.
Der letzte Abschnitt, „Liberate!“, enthält Informationen speziell zu vier Großstädten: New York City, Chicago, Los Angeles und San Francisco Anleitung zur Gründung einer Untergrundpresse oder eines Untergrundradiosenders, Anweisungen für nicht gewalttätige Demonstrationen und wie man sich selbstschützt wenn diese gewalttätig werden. Des Weiteren wird erklärt wie man hausgemachte Bomben macht, erstes Wissen für Straßenkämpfer, Rechtsberatung, wie man politisches Asyl sucht, der Umgang mit Guerillakrieg, Waffengesetzen und Ausweispapieren werden thematisiert.
Hoffman verwendet den Slang seiner Subkultur, zum Beispiel, wenn er sein Land als „Amerika“ bezeichnet. In dem Buch nennt Hoffman Amerika das „Schweinereich“ und behauptet, dass es nicht unmoralisch sei, von ihm zu stehlen – tatsächlich, schrieb Hoffman, sei es unmoralisch, dies nicht zu tun. Der Begriff wurde von den Yippies aufgegriffen und von der sogenannten „Woodstock-Nation“ weit verbreitet. Einige der Informationen in dem Buch sind inzwischen aus technologischen oder regulatorischen Gründen veraltet, aber das Buch spiegelt ikonisch den Hippie-Zeitgeist wider.

## Publikation und Tragweite
Steal This Book wurde von mindestens 30 Verlagen abgelehnt, bevor Hoffmann seinen eigenen Verlag gründete und es dort in den Druck gehen konnte. Einige der Verleger lehnten das Buch aus moralischem Widerstand gegen seinen Inhalt ab, während andere Angst vor der Regierung hatten. Einige Redakteure befürchteten eine negative Reaktion der Buchhändler, sowohl auf den Titel als auch auf den Inhalt. Diese Befürchtung erwies sich als begründet; In den USA waren viele regionale Händler und Buchhandlungen nicht bereit, das Buch zu führen. In Kanada wurde es von der Regierung verboten.
Als es auf den Markt kam, hatte Steal This Book viele Leser und wurde vor allem durch Mundpropaganda zum Bestseller. Dotson Rader beschrieb es in der New York Times als ein „notwendiges“ Werk „der Warnung und des praktischen Wissens“, das mit „Sanftheit und Zuneigung“ geschrieben worden sei. Er schrieb, dass das Buch keine Rezensionen erhalten habe und dass nur eine Zeitung eine Anzeige zugelassen habe, obwohl das Buch 100.000 Exemplare verkauft habe. Rader empfand die „bemerkenswerte“ Unterdrückung des Buches als eine Form „furchterregender Zensur“. Hoffman wurde mit den Worten zitiert: „Es ist peinlich, wenn man versucht, die Regierung zu stürzen und auf der Bestsellerliste landet.“
| Cover von Steal This Book |                                      |
| Autor                     | Abbie Hoffmann                       |
| Land                      | Vereinigte Staaten                   |
| Sprache                   | Englisch                             |
| Verleger                  | Pirate Editions / Grove Press        |
| Veröffentlichungsdatum    | 1971                                 |
| Seiten                    | 308 +xii, Abbildungen, Bibliographie |
| ISBN                      | 1-56858-053-3                        |
| OCLC                      | 32589277                             |
| Dewey-Dezimalzahl         | 335/.83 20                           |
| LC-Klasse                 | HX843.7.H64 A3 1971a                 |